# Reiter von Sanzeno

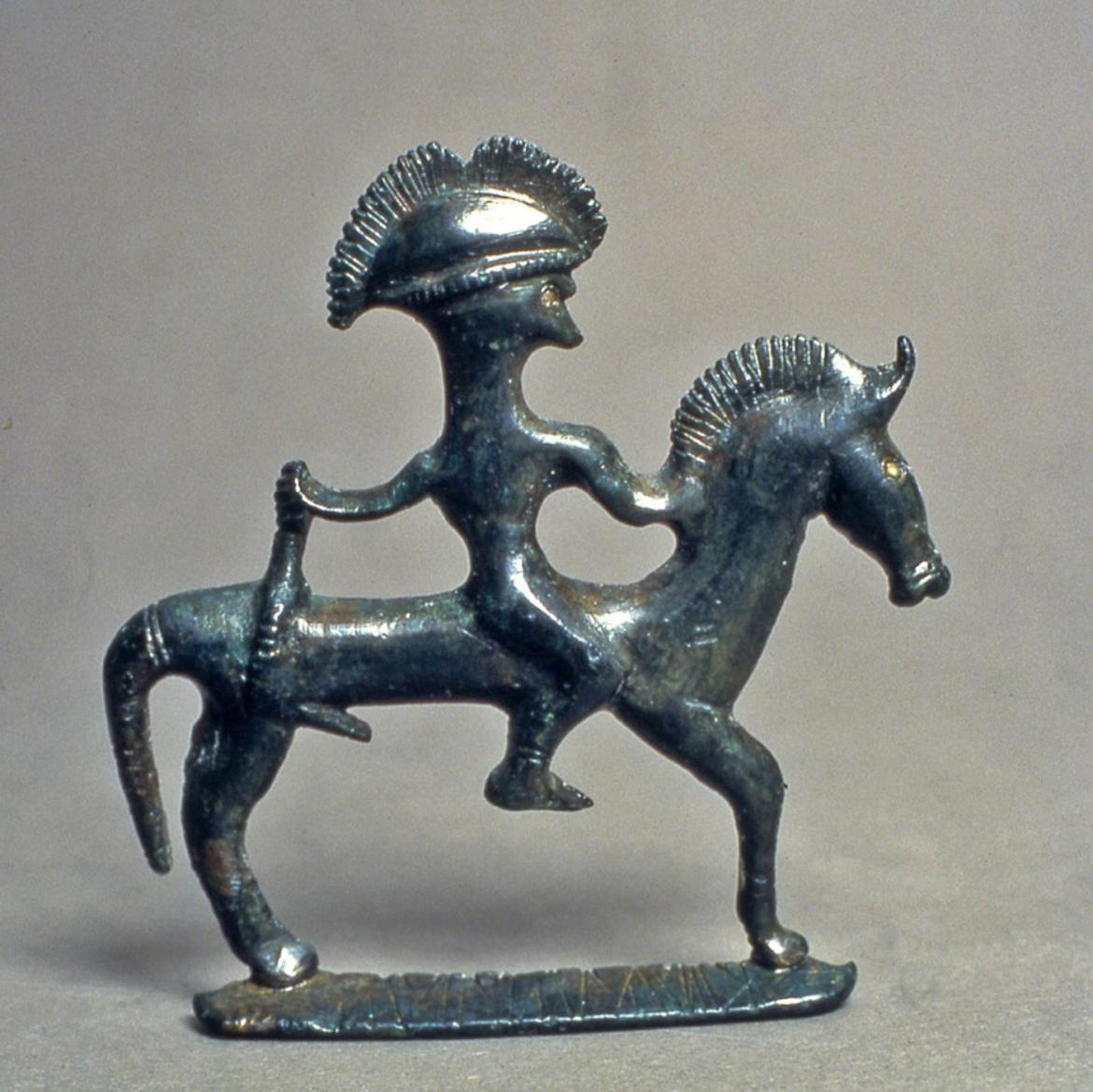
Der Reiter von Sanzeno

Der Reiter von Sanzeno, italienisch Cavaliere di Sanzeno oder Cavaliere retico (dt. Rätischer Reiter), ist eine Votivfigur aus Bronze, die der Fritzens-Sanzeno-Kultur zugerechnet wird. Das im Rätischen Museum in Sanzeno ausgestellte Exponat stammt aus der Eisenzeit und wurde zwischen dem 5. und 4. Jahrhundert v. Chr. angefertigt. Die Figur repräsentiert und vereint zugleich viele Aspekte der materiellen und geistigen Kultur der Räter, wie das Kunsthandwerk, die Sprache und den Kult.

## Entdeckung
Die Figur wurde 1949 am nordwestlichen Ortsrand von Sanzeno im Nonstal (Trentino) in der Örtlichkeit Casalini gefunden. Sie gehörte zu insgesamt 13 Figuren, die zwischen 1947 und 1949 in einer Sandgrube entdeckt wurden und großes Interesse bei den Archäologen weckten. Neun Figuren haben eine Inschrift im nordetruskischen Alphabet von Bozen, das auch als Alphabet von Sanzeno bekannt ist. 1951 gelangte die Reiterfigur in den Besitz der Provinz Trient. Sie unterscheidet sich wesentlich von den anderen Figuren, da sie die einzige ist, bei der die Figur eines Menschen mit der eines Tieres kombiniert wurde.
Der Fund veranlasste einige Prähistoriker anzunehmen, dass Sanzeno ein spirituelles Zentrum der Fritzens-Sanzeno-Kultur war. Dem wurde jedoch entgegengehalten, dass neben den Figuren auch zahlreiche metallurgische Werkzeuge am Fundplatz aufgefunden worden waren, auch wenn Spuren eines Ofens fehlten. Vermutlich waren einige Gebäude als Werkstätten eingerichtet. Die große Anzahl der auf relativ kleinem Raum gefundenen Objekte aus Eisen oder Bronze lassen den Schluss zu, dass zumindest ein oder auch mehrere Gebäude eine Art Heiligtum bildeten.

## Beschreibung
Die 8,7 cm lange und 9 cm hohe Figur ist fast vollständig erhalten. Lediglich die vordere Helmspitze ist abgebrochen und am Kamm besteht eine kleinere Fehlstelle. Sie wurde als Bronzegussrelief angefertigt und ist 7 mm dick. Die Reiterfigur wurde zunächst dem 4. oder 3. Jahrhundert v. Chr. zugeordnet. Neuere Studien gehen davon aus, dass sie zwischen dem Ende des 5. und dem Beginn des 4. Jahrhunderts angefertigt wurde.
Dargestellt ist ein Reiter mit einem unproportioniert langen Hals, der ein ebenfalls unverhältnismäßig in die Länge gezogenes ithyphallisches Pferd anspornt. Der Reiter trägt einen Negauer Helm des italisch-alpinen Typs und hält sich mit der linken Hand an der Mähne des Pferdes fest, während die rechte Hand nach hinten gestreckt ist und eine kurze Peitsche festhält. Das Gesicht des Reiters ist nur schematisch dargestellt und der starre Blick wird durch eine weiße Glaseinlage unterstrichen. Die nackte Darstellung des Reiters verweist auf keltische Einflüsse.
Am Sockel ist eine zweizeilige rätische Inschrift eingraviert. Die 6,4 und 4,3 cm langen Zeilen sind sehr wahrscheinlich als einzeilige Inschrift zu lesen und wurden nur aus Platzgründen in zwei Zeilen aufgeteilt. Bei der Ausführung unterliefen wohl einige Schreibfehler, zudem wurden einige Buchstaben gequetscht und die Abstände etwas willkürlich gestaltet, was eine exakte Interpretation erschwert. Laut der von der Universität Wien angelegten Datenbank rätischer Inschriften, Thesaurus Inscriptionum Raeticarum (TIR), sind auf der Inschrift die Namen derjenigen verzeichnet, die die Votivfigur gespendet haben. Es sind zwei Personen, Φeliturie und Sleti, Kinder von Karataś, wobei sich nicht eindeutig bestimmen lässt, ob es sich um männliche oder weibliche Namen handelt.

## Deutung
Eine Deutung der Figur ist wegen der lückenhaften Informationen über die rätische Kultur schwierig. Die antiken Quellen berichten nur äußerst wenig über die vorrömischen Völker im Alpenraum und die rätische Sprache ist wegen der Bruchstückhaftigkeit der Inschriften weitgehend unbekannt. Zudem ist kein einziger größerer rätischer Fundplatz vollständig und mit modernen Techniken erforscht.
Ohne Zweifel ist der Reiter eine Votivfigur. Votivfiguren aus Bronze wurden in der zweiten Hälfte des 1. Jahrtausends v. Chr. von den Rätern aus dem etruskischen und mittelitalienischen Kulturkreis imitiert oder teilweise importiert. Befanden sich die Heiligtümer ursprünglich in der Nähe von Quellen, Flüssen oder Bäumen, rückten sie im Laufe der Zeit in das unmittelbare Umfeld der Siedlungen und waren vermutlich sogar Teil privater oder öffentlicher Bauten. In diesen Zusammenhang ist auch der Reiter von Sanzeno einzureihen.
Das Pferd nimmt in vielen Kulturen eine chthonische Bedeutung ein. Zudem waren Pferdeopfer im 5. und 4. Jahrhundert v. Chr. im geographischen Umfeld, wie bei den Venetern, Sitte. Dass das Pferd als mystische Figur auch in Sanzeno eine gewisse Bedeutung gehabt haben könnte, geht daraus hervor, dass hier allein acht Pferdefiguren aus Bronze entdeckt wurden. Möglicherweise ist das Heiligtum in Sanzeno einer ähnlichen weiblichen Gottheit, ähnlich der venetischen Göttin Reitia, zuzuschreiben, die für Geburt und Fruchtbarkeit zuständig war.
Eine eindeutige Identifikation der in Frage kommenden Gottheit ist wegen der genannten Problematiken nicht möglich. In dem Sinne ist auch der Interpretationsversuch der Inschrift problematisch, nach der die Figur als Votivgabe für Belo, den Beschützer der Pferde, bestimmt war. Belo könnte sich von der keltischen Gottheit Belenus ableiten, die nach der Interpretatio Romana mit dem römischen Apollon gleichgesetzt wurde. Gegen diese Interpretation spricht, dass der Name Belenus erst von den Römern nach der Herstellung der Figur eingeführt wurde und die Kelten ihre Götter nicht mit Namen nannten.
Ähnlich verhält es sich mit dem Reiter. Auch hier ist eine Zuweisung zu einer Gottheit nicht möglich. Stilistisch gesehen gibt es mehrere ähnliche Reitermotive auch aus der Fritzens-Sanzeno-Kultur, die unter anderem als Abbildungen auf Situlen oder als Figuren an verschiedenen Fundorten, wie beispielsweise im Heiligtum Mechel bei Cles, entdeckt wurden. Eine besonders augenfällige Ähnlichkeit besteht mit einer 1962 im Kunsthaus Zürich aufgetauchten Figur, bei der das Pferd allerdings nach links schreitet und die wesentlich schlechter ausgeführt und erhalten ist.
Zusammenfassend lässt sich sagen, dass der Reiter von Sanzeno als Votivfigur einem Fruchtbarkeitskult zuzuordnen oder ganz allgemein als Glücksbringer anzusehen ist. Er unterstreicht die Existenz eines alten aus dem Orient oder dem Mittelmeerraum stammenden Pferdekultes, der von der Fritzens-Sanzeno-Kultur übernommen wurde und darüber hinaus bis in die römische Epoche bestand.
Stilistisch gesehen stellt die Bronzefigur trotz der etruskischen, mittelitalienischen und keltischen Einflüsse auf die rätische Kultur ein typisches rätisches Erzeugnis dar, die in einer unbekannten lokalen Werkstätte im Nonstal gefertigt wurde. Sie vereint Elemente aus nördlich und südlich angrenzenden Kulturen, die von der Fritzens-Sanzeno-Kultur ausgearbeitet wurden.
Stilisiert dient der Reiter von Sanzeno als Museumslogo des Rätischen Museums in Sanzeno.